# Majsmjöl

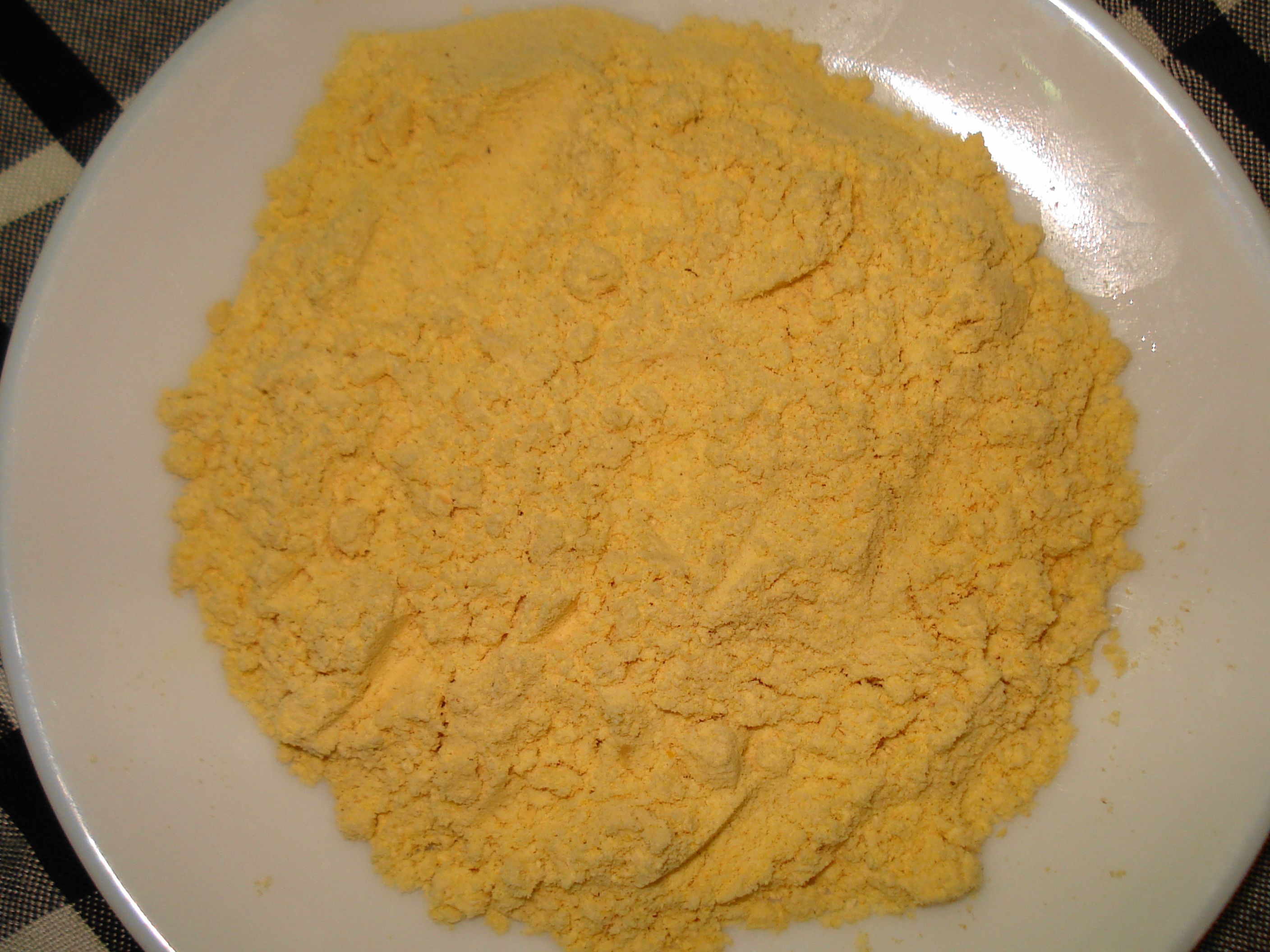
Tallrik med majsmjöl.

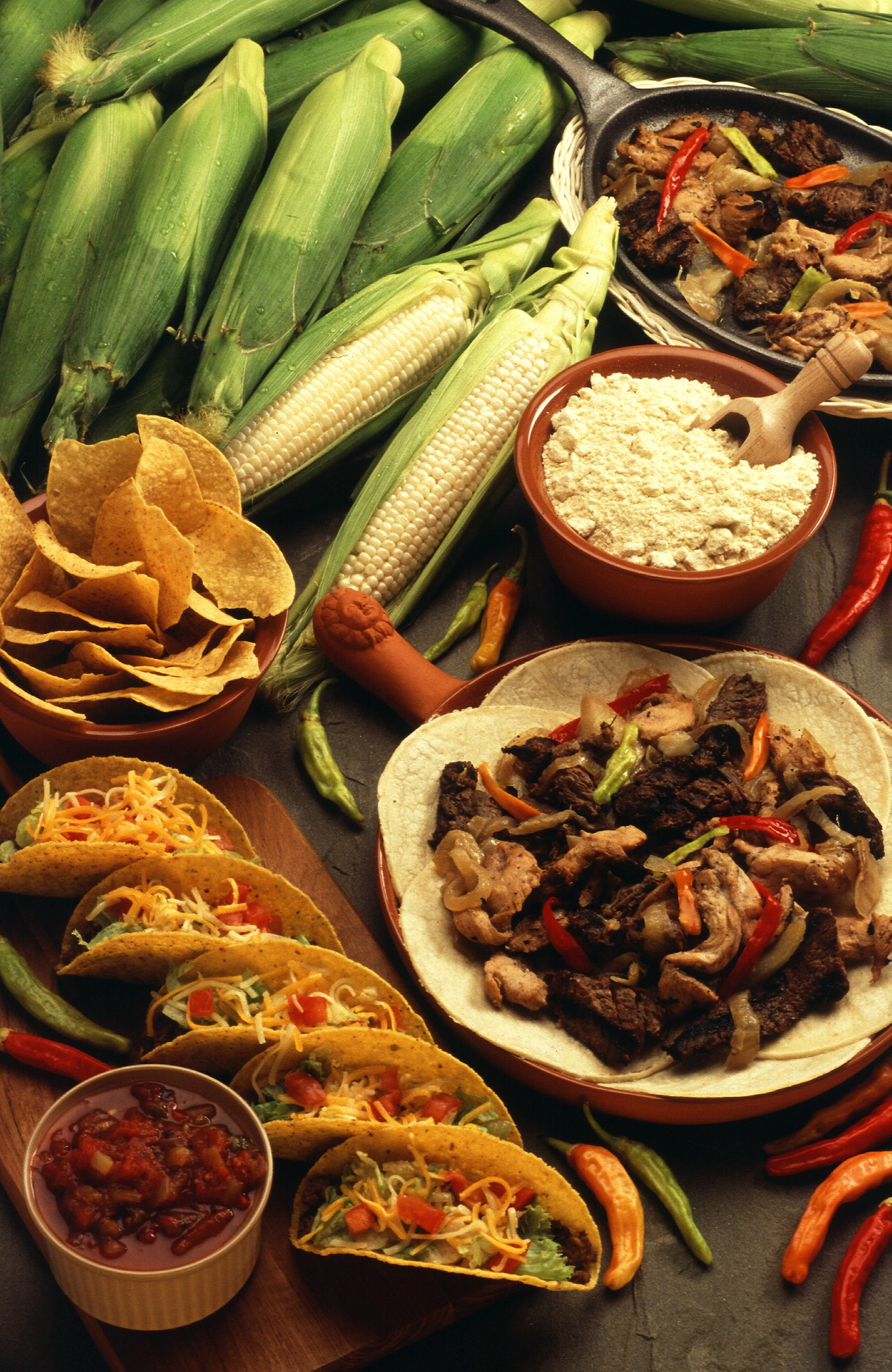
Mexikanska produkter av majsmjöl.

Majsmjöl är ett glutenfritt mjöl av majs. Det mals av torkad majs och malningen är grov, medium eller fin. Det har en söt doft och en ljusgul färg.
Ett finmalet majsmjöl är så kallat masa (masa harina) som används till att göra arepas (Venezuela), tamales (Mellanamerika) och tortillas. Även i Mexiko finns extra finmalet majsmjöl. Kokat majsmjöl kallas i Italien polenta och förekommer även i Rumänien.
Utöver ovanstående kan även andra typer av majsbröd göras. Majsmjöl används även som smaksättning i traditionella jäsdegar, samt för panering.